# Gertrudis College
Het Gertrudiscollege (1919-heden) is een katholieke middelbare school in de wijk Langdonk in de Nederlandse stad Roosendaal. De school biedt opleidingen voor vmbo-t, @havo, en is genaamd naar de Heilige Gertrudis (626 - 659). Het Norbertus Gertrudis Mavo heeft vwoplusklassen, digiklassen, sportersklassen, en leerlingen met muzikale talenten kwamen bij elkaar in muziekklassen. In 2017 begon de samenvoeging van de havo- en de vwo-afdeling. In 2020 kregen de laatste studenten van het Gertrudis College hun diploma en de nieuwe afdeling kreeg de naam Norbertus Gertrudis Mavo.

## Geschiedenis
Het Gertrudiscollege (oorspronkelijke naam: Sint-Gertrudislyceum) startte in september 1919 als een kloosterschool van de Zusters Franciscanessen. Tot 1970 was er een duidelijke splitsing waarbij jongens naar het Norbertuscollege gingen en meisjes naar het Sint-Gertrudislyceum. De school heeft altijd vlak bij het huidige stadskantoor gestaan, maar is in de jaren 1970 afgebroken voor de huidige bejaardenwoningen, waarvan er enkele nog steeds door zusters bewoond worden. In die tijd was de nieuwbouw aan de Bovendonk klaar en dat gebouw is momenteel niet meer in gebruik. In juli 2020 ontvingen de laatste leerlingen van het Gertrudiscollege hun diploma. Daarmee is de samenvoeging van de havo- en de vwo-afdeling met het Norbertuscollege en de verzelfstandiging van de mavo-afdeling, die vanaf 2017 gefaseerd hebben plaatsgevonden, voltooid. Het havo- en vwo- onderwijs van Tongerlo vindt voortaan plaats op het Norbertus Gertrudis Lyceum, het mavo-onderwijs op de Norbertus Gertrudis Mavo.

## Gebouw
Het Gertrudiscollege is een school die uit een hoofdgebouw en een dependance. Het hoofdgebouw heeft 3 etages (0, 1 en 2 genoemd), die elk in 3 leshuizen (blauw, rood en geel) zijn verdeeld.
Dit is evident voor de lokaalnummering, die uit kleur, etage, lokaalnummer (bijvoorbeeld B203 - blauw 2e verdieping lokaal 03) bestaat.
Voor de exacte vakken zoals biologie en natuur- en scheikunde is er een etage waarvan de lokaalnummering de letter W (wit of wetenschappelijk) bevat.
Het VMBO tgl is gehuisvest in een dependance aan de Vincentiusstraat, met uitzondering van de brugklas. Alle brugklassen zitten in het gebouw aan de Bovendonk. Verder beschikt de school over een aula met toneel, een mediatheek met OLC (open leer centrum) en verschillende studie/stilte-lokalen om rustig in te kunnen werken.
Het sporten gebeurt in een van de drie gymzalen of bij mooi weer buiten op het grasveld of op een klein sportveldje met een basket. In 2022 verhuisde de school naar de Vincentiusstraat.

## Onderwijs
Er wordt op het Gertrudis nog wel veel klassikaal onderwijs gegeven, maar er zijn daarnaast (vakoverstijgende) projecten waarmee hiervan afgeweken wordt. Aan het contact met ouders en vakkundige instanties zoals Bureau Jeugdzorg wordt belang gehecht.

## Bekende oud-leerlingen
- Ingrid Evers
- Marissa van Loon
- Ed Nijpels